# Vĩnh Trung (phường)
Vĩnh Trung là một phường thuộc quận Thanh Khê, thành phố Đà Nẵng, Việt Nam.
Phường có diện tích 0,5 km², dân số năm 1999 là 17.263 người, mật độ dân số đạt 34.526 người/km².